# Aguilar de la Frontera
Aguilar de la Frontera er en by og kommune i det sydlige Spanien i provinsen Córdoba. Den har et indbyggertal på 13.210 (2024) indbyggere.